# 1842 en mathématiques
Cet article présente les faits marquants de l'année 1842 en science.

## Publications
- Création de la revue Nouvelles annales de mathématiques (dernier numéro en 1927).

## Naissances

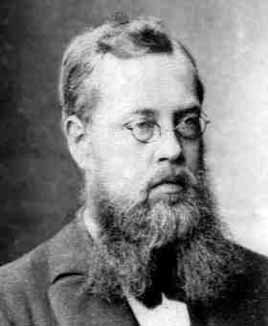
Sophus Lie

- 1er mars : Gaston Albert Gohierre de Longchamps (mort en 1906), mathématicien français.
- 5 mars : Heinrich Weber (mort en 1913), mathématicien allemand.
- 13 mars : Joseph Boussinesq (mort en 1929), hydraulicien et mathématicien français.
- 23 mars : Susan Jane Cunningham (morte en 1921), mathématicienne américaine.
- 4 avril : Édouard Lucas (mort en 1891), mathématicien français.
- 5 mai : Heinrich Weber (mort en 1913), mathématicien allemand.
- 3 juillet : Otto Stolz (mort en 1905), mathématicien autrichien.
- 14 août : Gaston Darboux (mort en 1917), mathématicien français.
- 20 septembre : Alexander von Brill (mort en 1935), mathématicien allemand.
- 17 décembre : Sophus Lie (mort en 1899), mathématicien norvégien.
- Allan Cunningham (mort en 1928), mathématicien britannique.

## Décès
- 21 septembre : James Ivory (né en 1765), mathématicien écossais.